# Shingo Honda
Shingo Honda (本田 真吾 Honda Shingo?, nacido el 23 de noviembre de 1987 en Kumamoto) es un exfutbolista japonés. Jugaba de centrocampista y su último club fue el Honda FC de Japón.

## Trayectoria

### Clubes
| Club                 | País  | Año         |
| -------------------- | ----- | ----------- |
| Avispa Fukuoka       | Japón | 2006 - 2008 |
| Japan Soccer College | Japón | 2009        |
| Matsumoto Yamaga FC  | Japón | 2010        |
| Zweigen Kanazawa     | Japón | 2011 - 2014 |
| Honda FC             | Japón | 2014 - 2016 |

## Estadística de carrera

### J. League
| Club             | Año   | J. League | J. League | Copa J. League | Copa J. League | Total | Total |
| Club             | Año   | Part.     | Goles     | Part.          | Goles          | Part. | Goles |
| ---------------- | ----- | --------- | --------- | -------------- | -------------- | ----- | ----- |
| Avispa Fukuoka   | 2006  | 0         | 0         | 0              | 0              | 0     | 0     |
| Avispa Fukuoka   | 2007  | 4         | 0         | -              | -              | 4     | 0     |
| Avispa Fukuoka   | 2008  | 0         | 0         | -              | -              | 0     | 0     |
| Zweigen Kanazawa | 2014  | 4         | 0         | -              | -              | 4     | 0     |
| Total            | Total | 8         | 0         | 0              | 0              | 8     | 0     |